# Sh2-241
Sh2-241 est une nébuleuse en émission, visible dans la constellation du Cocher.
La nébuleuse est située dans la partie sud de la constellation, à la frontière des Gémeaux. Son identification est facilitée par la présence de l'étoile κ Aurigae, à partir de laquelle on se déplace de 5° vers l'ouest-nord-ouest. Sa déclinaison modérément septentrionale permet de l'observer facilement depuis les deux hémisphères, bien que les observateurs de l'hémisphère nord aient un avantage. La période où elle atteint sa plus haute élévation au-dessus de l'horizon se situe entre les mois d'octobre et de février.
La nébuleuse possède un noyau brillant auquel est reliée une région moins lumineuse vers le sud-ouest. L'étoile responsable de l'ionisation de son gaz semble être une étoile bleue de classe spectrale O9V, connue sous le nom de LSV+30 31. La présence de jets de gaz à grande vitesse s'échappant du nuage suggère que la région est le siège de phénomènes de formation d'étoiles massives. Ces jets seraient poussés vers l'extérieur par l'action d'étoiles massives dans les régions plus profondes du nuage. La distance n'a pas été bien définie : selon certaines études, elle est d'environ 4 700 pc (∼15 300 al), tandis que selon d'autres, la distance est légèrement inférieure, autour de 4 500 parsecs. Dans les deux cas, le nuage est situé sur le bras de Persée.